# Le Ménil-Scelleur
Le Ménil-Scelleur is een gemeente in het Franse departement Orne (regio Normandië) en telt 111 inwoners (2009). De plaats maakt deel uit van het arrondissement Alençon.

## Geografie
De oppervlakte van Le Ménil-Scelleur bedraagt 5,4 km², de bevolkingsdichtheid is dus 20,6 inwoners per km².
De onderstaande kaart toont de ligging van Le Ménil-Scelleur met de belangrijkste infrastructuur en aangrenzende gemeenten.

## Demografie
Onderstaande figuur toont het verloop van het inwonertal (bron: INSEE-tellingen).